# 立陶宛司法部
立陶宛共和國司法部是立陶宛政府於1918年建立的部門，負責執行司法行政相關政務，下屬機關職責包括立陶宛監獄、法律扶助（在立陶宛主要城市設有服務中心，受立陶宛法律保障）、專利局、消費者權益保障、標準檢驗局、國營事業、法律資訊中心、法醫學、歐洲法律等，另設有立陶宛法學院。這些政務都受《立陶宛憲法》、總統與總理公布的法令、國會通過的法律授權、施行。現任立陶宛司法部長為埃薇莉娜·多布羅沃斯卡。

## 歷任部長
立陶宛農民與綠人聯盟
  自由黨
  祖國聯盟－立陶宛基督教民主黨
  勞動黨
  自由運動
  立陶宛社會民主黨
  無黨籍
| 司法部長 | 司法部長                         | 司法部長             | 司法部長                            | 司法部長       | 司法部長       | 司法部長 |
| 次序     | 姓名                             | 政黨                 | 內閣                                | 任期           | 任期           | 任期     |
| 次序     | 姓名                             | 政黨                 | 內閣                                | 上任日期       | 卸任日期       | 任期天數 |
| -------- | -------------------------------- | -------------------- | ----------------------------------- | -------------- | -------------- | -------- |
| 1        | 普拉納斯·庫里斯 （1938年）       | 無黨籍               | 卡濟梅拉·布倫斯基恩內閣             | 1990年1月17日  | 1991年1月10日  | 358天    |
| 2        | 普拉納斯·庫里斯 （1938年）       | 無黨籍               | 阿爾貝塔斯·希梅納斯內閣             | 1991年1月10日  | 1991年1月13日  | 3天      |
| 3        | 維托塔斯·帕卡尼什基斯 （1944年） | 無黨籍               | 第一次格季米納斯·瓦格諾柳斯內閣     | 1991年1月13日  | 1992年7月21日  | 555天    |
| 4        | 澤諾納斯·尤克內維休斯 （1949年） | 無黨籍               | 亞歷山德拉斯·阿比沙拉內閣           | 1992年7月21日  | 1992年12月17日 | 149天    |
| 5        | 約納斯·普拉佩斯蒂斯 （1952年）   | 無黨籍               | 布羅尼斯洛瓦斯·盧比斯內閣           | 1992年12月17日 | 1993年3月31日  | 104天    |
| 6        | 約納斯·普拉佩斯蒂斯 （1952年）   | 無黨籍               | 阿道法斯·什萊扎維丘斯內閣           | 1993年3月31日  | 1996年3月19日  | 1084天   |
| 7        | 維德曼塔斯·吉耶梅利斯 （1962年） | 祖國聯盟             | 勞里納斯·斯坦科維丘斯內閣           | 1996年3月19日  | 1996年4月23日  | 35天     |
| 8        | 斯塔西斯·賽德巴拉斯 （1958年）   | 祖國聯盟             | 勞里納斯·斯坦科維丘斯內閣           | 1996年4月23日  | 1996年12月10日 | 231天    |
| 9        | 維托塔斯·帕卡尼什基斯 （1944年） | 無黨籍               | 第二次格季米納斯·瓦格諾柳斯內閣     | 1996年12月10日 | 1999年6月10日  | 912天    |
| 10       | 金塔拉斯·巴爾喬納斯 （1964年）   | 無黨籍               | 第一次羅蘭達斯·帕克薩斯內閣         | 1999年6月10日  | 1999年11月11日 | 154天    |
| 11       | 金塔拉斯·巴爾喬納斯 （1964年）   | 無黨籍               | 第一次安德留斯·庫比柳斯內閣         | 1999年11月11日 | 2000年11月9日  | 364天    |
| 12       | 金塔拉斯·巴爾喬納斯 （1966年）   | 無黨籍               | 第二次羅蘭達斯·帕克薩斯內閣         | 2000年11月9日  | 2001年7月12日  | 245天    |
| 13       | 維陶塔斯·馬爾凱維丘斯 （1962年） | 無黨籍               | 第一次阿爾吉爾達斯·布拉藻斯卡斯內閣 | 2001年7月12日  | 2004年12月14日 | 1251天   |
| 14       | 金陶塔斯·布任斯卡斯 （1960年）   | 勞動黨               | 第二次阿爾吉爾達斯·布拉藻斯卡斯內閣 | 2004年12月14日 | 2006年7月18日  | 581天    |
| 15       | 佩特拉斯·巴古斯卡 （1956年）     | 無黨籍               | 格迪米納斯·基爾基拉斯內閣           | 2006年7月18日  | 2008年12月9日  | 875天    |
| 16       | 雷米吉尤斯·希馬修斯 （1974年）   | 自由運動             | 第二次安德留斯·庫比柳斯內閣         | 2008年12月9日  | 2012年12月13日 | 1465天   |
| 17       | 裘札斯·伯納托尼斯 （1953年）     | 立陶宛社會民主黨     | 阿爾吉爾達斯·布特凱維丘斯內閣       | 2012年12月13日 | 2016年12月13日 | 1461天   |
| 18       | 米爾達·瓦伊努特 （1962年）       | 無黨籍               | 薩烏留斯·思科威爾內里內閣           | 2016年12月13日 | 2018年3月6日   | 448天    |
| 19       | 埃爾維納斯·揚克維丘斯 （1976年） | 立陶宛農民與綠人聯盟 | 薩烏留斯·思科威爾內里內閣           | 2018年5月15日  | 2020年12月11日 | 941天    |
| 20       | 埃薇莉娜·多布羅沃斯卡 （1988年） | 自由黨               | 因格麗達·希莫尼特內閣               | 2020年12月11日 | 現任           | 1564天   |

## 外部連結
- 官方网站 （立陶宛文）（英文）